# Microtropesa violacescens
Microtropesa violacescens är en tvåvingeart som beskrevs av Günther Enderlein 1937. Microtropesa violacescens ingår i släktet Microtropesa och familjen parasitflugor. Inga underarter finns listade i Catalogue of Life.